# Майкл Ґалітцен
Майкл Ґалітцен (англ. Michael Galitzen, 6 вересня 1909 — 6 червня 1959) — американський стрибун у воду.
Олімпійський чемпіон 1932 року, медаліст 1928 року.